# Anthophora senicula
Anthophora senicula là một loài Hymenoptera trong họ Apidae. Loài này được Pérez mô tả khoa học năm 1902.